# 729 (číslo)
Sedm set dvacet devět je přirozené číslo. Následuje po čísle sedm set dvacet osm a předchází číslu sedm set třicet. Římskými číslicemi se zapisuje DCCXXIX a řeckými číslicemi ψκθ. 

## Matematika
729 je:
- Čtvercové číslo
- Krychlové číslo
- Druhá mocnina čísla 27
- Šestá mocnina čísla 3
- Deficientní číslo
- Složené číslo
- Nešťastné číslo

## Astronomie
- (729) Watsonia je planetka hlavního pásu, kterou objevil v roce 1912 Joel Hastings Metcalf

## Ostatní
- 729 byla odpověď Josefa Švejka na příklad se zadáním: „Kolik je 12 897×13 863?“ při vyšetřování lékaři[1]

## Roky
- 729
- 729 př. n. l.